# HNK Šibenik
HNK Šibenik este un club de fotbal din Šibenik, Croația.Echipa susține meciurile de acasă pe Stadion Šubićevac cu o capacitate de 10.000 de locuri. 